# Stormy Six
Stormy Six est un groupe italien de  Rock progressif, rock rock progressif et folk fondé à Milan en 1966. Il a joué et enregistré jusqu'en 1983, principalement sous forme de sextuor mais occasionnellement sous forme de quatuor et de quintette. Bien que leur composition ait considérablement changé au fil des ans, le membre fondateur, Franco Fabbri, est resté avec le groupe pendant toute sa durée.
Stormy Six est connu comme l’un des cinq groupes originaux de Rock in opposition (RIO) qui se sont produits au premier festival RIO en mars 1978 à Londres. Ils ont ensuite participé activement à la formation de RIO en tant qu'organisation et se sont produits dans toute l'Europe avec d'autres groupes apparentés.

## Histoire
Stormy Six a commencé en 1966 comme bande pop / rock psychédélique, se produisant en 1967 en ouverture des The Rolling Stones sur leur première tournée italienne  . Après quelques changements , Stormy Six est passé au folk rock de gauche et de protestation. Ses trois premiers albums, enregistrés à la fin des années 1960 et au début des années 1970, reflètent ce style. Au milieu des années 1970, leur musique est devenue plus complexe, passant au rock progressif .
À la fin de 1974, Stormy Six et d'autres musiciens milanais fondent une coopérative de  musique appelée « L'Orchestra », qui visait à « promouvoir toutes sortes de musiques non commerciales et comprenait de la musique d'avant-garde, jazz, politique, populaire et de protestation ». Il est également devenu un label indépendant, géré par les musiciens eux-mêmes et sur lequel Stormy Six a sorti plusieurs  singles et albums.
À partir de 1975, Stormy Six a collaboré avec des artistes étrangers avec l'ensemble musical de Henry Cow lors de sa première tournée en Italie. Stormy Six a invité Henry Cow à rejoindre L'Orchestra  ce qui a cimenté les relations entre les deux groupes. Plus tard, en 1978, Henry Cow a invité Stormy Six et trois autres groupes européens à se produire lors d’un festival Rock in opposition (RIO) à Londres. Stormy Six, l'un des cinq membres d'origine de RIO, a activement participé à la formation de RIO en tant qu'organisation. En 1979, Stormy Six organisa un deuxième festival RIO à Milan, au cours duquel les sept membres de RIO se produisirent dans le cadre pendant une semaines.
Le sixième album de Stormy Six, L'Apprendista (1977) a été bien accueilli dans les milieux du rock progressif  et le suivant, Macchina Maccheronica (1980), leur a valu une place dans le « genre RIO ».
Après avoir enregistré un dernier album, Al Volo (1982), Stormy Six se sépare en 1983.
En juillet 1983, trois des anciens membres de Stormy Six ( Franco Fabbri, Umberto Fiori et Pino Martini) ont collaboré avec le groupe d’ avant-rock allemand Cassiber ( Chris Cutler de Henry Cow, Heiner Goebbels et Alfred Harth ) pour le Cantiere Internazionale d'Arte de Montepulciano. Les enregistrements ont ensuite été diffusés par Rai Radio 3, radio italienne, et sept morceaux ont par la suite été publiées sous le nom de Cassix dans le magazine sonore Recommended Records.
Le 10 mai 1993, une réunification du groupe Stormy Six a lieu au Théâtre Orfeo de Milan pour une représentation. Le concert a été enregistré et publié sur un album live, Un Concerto (1995).

## Membres
La composition de Stormy Six a considérablement changé au fil des ans, le membre fondateur, Franco Fabbri, étant le seul membre constant.

## Discographie

### Albums
- 1969 : Le Idée d'Oggi pour la Musique de Domani  ( LP, First)
- 1972 : L'Unitá ( LP, First)
- 1974 : Guarda giù dalla pianura  ( LP, Ariston)
- 1975 : Un Biglietto del Tram ( LP, L'Orchestra)
- 1976 : Cliché ( LP, L'Orchestra)
- 1977 : L'Apprendista ( LP, L'Orchestra)
- 1980 : Macchina Maccheronica (33T, L'Orchestra)
- 1982 : Al Volo ( LP, L'Orchestra)
- 1995 : Un Concerto ( CD, Arpa / Sensible)

### Singles
- 1967 : Oggi Piango / Il Mondo est Pieno di Gente
- 1967 : Lui Verrà / L'amico e il Fico
- 1970 : La Luna è Stanca / Lodi (First)
- 1970 : Alice Nel Vento / Il Venditore di Fumo (First)
- 1971 : Rossella / Leone (First)
- 1972 : Garibaldi / Tre Fratelli Contadini di Venosa (First)
- 1972 : Sotto il Bambù / Le Premier ministre de la Scuola (First)
- 1976 : 1789 / Carmine (L'Orchestra)
- 1981 : Cosa Danno / Reparto Novità ( L'Orchestra)